# Pálfy-Vízügyi Szakgimnázium
A Szolnoki Szakközépzési Centrum Szolnokon működik.

## Alapítása
Az iskolát hivatalosan 1972. június 9-én adták át, de az épületet magát már 1971. augusztus 1-jén. Előtte egy évvel jött létre az iskola igazgatósága és tantestülete, mintegy szervezetileg is kiszakadva az eddig helyet és termeket biztosító Tiszaparti Gimnáziumból. Ez a két intézmény sok szállal kapcsolódik egymáshoz: nem csak az épületek hasonlósága okán, hanem azért is, mert az szakközépiskola elődjének is tekinthető első szakközépiskolai osztályok (szervetlen vegyipari, szabályozástechnikai és géplakatos) képzése már az 1964/65-ös tanévben megindult - egyelőre még a Gimnázium épületében.
A megyeszékhely népessége ebben az időben rohamosan növekedett, egymás után épültek, illetve bővültek a különböző ipari üzemek, s ezért mindenképpen szükség volt a város szakoktatásának fejlesztésére abból a szempontból, hogy jól képzett, középvezetői feladatokat is ellátni képes diákokat adjon az iparnak.

## Az épület
Az iskola csodálatos helyszíne, a Tisza mente egyszerre áldás és átok: tavaszonként, időnként ősszel is, ez a békés folyó többszörösére duzzad, fenyegeti a várost, benne az iskolát is, és többször csak a diákok segítségével sikerült megmenteni.
A Magyar Géza építészmérnök tervei alapján megépült iskola nem csak a már többször említett Tiszapartihoz hasonlít, hanem a Fiumei úti Általános iskolához is, hiszen nem sok évnyi eltéréssel épültek. Az „A” szárny a Tiszára néz, délfelé nyíló ablakokkal. A „B” szárny a konyhát, a tornatermet és a műhelyeket foglalja magában. Ennek a szárnynak a gerincét az aula adja a fölötte lévő galériával, amely így alkalmas a különböző iskolai rendezvények megtartására. A Galéria felé eső terület fái és bokrai szinte botanikai ritkaságokat is tartalmaznak. Az iskola mai arculata véglegesen a 70-es évek közepére alakult ki, a műhelyek és szaktantermek berendezéseinek helyére kerülésével.

## A szakmai profil kialakulása
Az iskola első évtizedének történetét Szűcs Gyula alapító igazgató neve fémjelzi. Az ő tevékeny, a társadalmi kapcsolatokat az iskola érdekében hasznosítani képes, következetes, de humánus személyisége minden szempontból érezhető volt az iskola első éveiben. A képzés szerkezetét jelzi az iskola hivatalos neve, amely először Vegyipari, Finommechanikai és Műszeripari Szakközépiskola volt: az évfolyamonkénti 4 évfolyamból először 2 vegyész volt, 2 pedig finommechanikai műszerész. Az utóbbiak közül néhány év múlva az egyik osztály a mechanikaiműszerész-képzésre tért át, s egy ideig ez volt az iskola állandó képzési profilja.
A városban akkor csak vegyiparinak nevezték, sőt ez az elnevezés szinte máig él annak ellenére, hogy napjainkban már erőteljesen lecsökkent náluk a vegyészképzés. Az általános vegyészképzés is változott némileg, a Papírgyár szükségleteinek megfelelően papíriparivegyész-képzés is zajlott néhány évig a 70/80-as évek fordulóján.
Nagyjából az első évtizedre az ún. szakmunkásképzési célú szakközépiskolai oktatás volt a jellemző, tehát az érettségi bizonyítvánnyal együtt szakmai képesítést is kaptak az ott végző diákok. A tanműhelyi gyakorlatokon kívül abban az időben a város üzemeiben is végeztek termelési gyakorlatokat, annál is inkább, mivel a nyáron még kötelező volt a négyhetes összefüggő termelési gyakorlat.
A vegyészek könnyebb helyzetben voltak, hiszen akkor még létezett a Vegyiművek és később a Papírgyár. A műszerészek helyzete ebből a szempontból végig nehezebb volt, mivel a megyeszékhelyen egyszerűen nem volt olyan jelentősebb üzem, ahol a szakmai gyakorlatot koncentráltabban meg lehetett volna oldani.
Ekkor még létezett a bérmunka, amely során bizonyos vállalatok megrendelésére készítettek az akkori tanulók bizonyos eszközöket, amelyek gyártása beilleszthető volt a képzési anyagba, s még pénzt is hoztak a konyhára. Így készítettek pl. éveken keresztül a TANÉRT számára fizikai és elektrotechnikai kísérleti eszközöket, vagy ceruzahegyezőt, hurkatöltőt (!). Lassan stabilizálódott a jól képzett, felkészült tanári kar: a műszaki oktatásban ez természetesen olyan mérnököket jelentett, akik élethivatásuknak tekintették a jövő szakembereinek képzését. Mi több, egyre gyarapodott közöttük azoknak a száma, akik maguk is a „Vegyipariban” végeztek, így az iskolához való kötődésük az átlagosnál is erősebb: közülük jó néhányan ma is az iskolában tanítanak.
Nyugodtan elmondható, hogy az iskola a 70-es évek végére rangot vívott ki magának a városon belül – sőt egyre-másra jöttek azok az eredmények, amelyeket tanulóink az Országos Szakmai Tanulmányi Versenyen /OSZTV/, az OKTV-n elértek, főleg a vegyészek, valamint a kémia tárgyból.

## Közismereti tárgyak, kultúra
A szakközépiskolai oktatás ellenére sem volt másodrendű a magyar, matematika és más általános tárgyakt. Szigorú, következetes és a közismereti tárgyakat megszerettetni is képes tanárok tanítottak, részben ma is tanítanak az iskolában, s ennek meg is volt az eredménye. Az intézményt példaként emlegették abból a szempontból, hogy az érettségi vizsgákon nyújtott teljesítményükkel a diákok a gimnáziumban sem vallottak volna szégyent.
A színházlátogatás szinte általános volt, rendhagyó irodalmi órák keretében számtalan neves író, költő is (Fekete Sándor, Iluh István, Szeberényi Lehel stb.) megfordult iskolánkban. A hetvenes években - igaz, politikai színezettel-, de valami kerete is volt a középiskolás diákok művészeti tevékenységének (FIN). Az ennek a jegyében megrendezett megyei vers- és prózamondó versenyek számos aranyérmet hoztak az intézménynek, sőt sikeres énekkara is volt. Pezsgő klubélet keretében zenei előadások, és az egyre jobban felszerelt könyvtár zenei részlege is segítették a diákokat abban, hogy hasznosan töltsék el szabad idejüket. Ebben a tevékenységben az akkori tanárok közül kiemelendő Mile Imréné, Sárközi Jánosné, dr. Bedey Endre és Sinka Gyula neve és szerepe.

## Vegyipariból Pálfy
Az iskolában a 70-es évek végén kezdtek el foglalkozni azzal, hogy egy híres ember nevét felvegye, ne pedig csak szakszerű profilmegjelölést tartalmazzon. Szolnok egyetlen igazán híres szülötte, Verseghy nevét patinás gimnázium viselte, s a kor szelleme nem is igen ismert más lehetőséget, mint egy helyi kötődésű munkásmozgalmi személyiséget. Így döntöttek aztán a Szegedről idekerült nyomdász, a szociáldemokrata Pálfy János mellett, aki 1919-ben a város és a megye egyik vezetője volt, s bár semmi rendkívüli dolgot sem tett - ez később az előnyére is írható - a proletárdiktatúra bukása után a fehérkülönítményesek áldozata lett az abonyi internálótáborban. A név felvétele közben kapcsolat létesült a rokonokkal, akik többször is ellátogattak az iskolába. Márványtábla került a bejáraton belülre, szobor is készült az iskola elé (Somogyi Árpád alkotása), amely a március 21-e a városi ünnepségek közé is beiktatta az iskolát, az iskola tanulói és a fiatalabb tanárok emlékfutást rendeztek Abonyba, sőt a ballagás napján még koszorúzás is volt.
Aztán a rendszerváltás idejétől kezdve az ilyen típusú nevek sorra kezdtek eltűnni az országban, így a városban is (Szamuelyből Jendrassik). Az iskolában is felvetődött ennek a gondolata, sőt volt némi politikai nyomás is a 90-es évek elején, de mivel a tantestület nem tudott közös nevezőre jutni egy új névben, felerősödött az a szempont, hogy egyre többen már csak a Pálfy néven ismerik az iskolát, így a névváltoztatás lekerült a napirendről. Maradt a márványtábla, a szobrot azonban – sajnálatos módon – ellopták.

## A technikusképzés bevezetése
A 80-as évtized több szempontból is átmenetet jelentett. Elsősorban azért, mert az iskolákban bevezették a technikusképzést, miszerint a négy év után lehetőség nyílott az ötödik évben a technikusi oklevél megszerzésére is, először a mechanikai és vegyész-, majd a többi szakmában is. Az első években ez nagy sikernek örvendett, olyannyira, hogy a tanulói létszám 600 fölé is emelkedett. Aztán jöttek az árnyoldalak is, például az, hogy az iskolának egyszerűen nem volt elég terme, rengeteg volt a lyukas óra.
A másik lényeges újdonság természetesen a számítástechnika megjelenése volt. Csodájára jártak az akkori tanulók a Commodore 64-eseknek, amelyek ma már megmosolyogni való matuzsálemek. A számítástechnikai képzés 1985-ben indult meg, és egyre nagyobb népszerűségnek kezdett örvendeni. Az első kis terem után újabb és újabb számítástechnikai termek berendezésére került sor, s természetesen a gépállomány is egyre korszerűsödött, jöttek a 386-os, 486-os gépek, majd a Pentiumok.

## Hagyományőrzés, szórakozás
Elég régóta szokás az iskolában, hogy az elsősöket október táján felavatják egy jó hangulatú buli keretében, amit „csibebálnak” neveznek. Ennek három biztos pontja van. Az egyik az elsősök fogadalomtétele, amit fél lábon, ún. csibepózban tesznek meg. Még ennél is nagyobb a sikere annak, amikor az új tanárok is leteszik az esküt a diákok előtt. Aztán a vetélkedő, amelynek jutalmául régen tényleg élő csibét is kaptak az elsősök. Végül diszkó zárja a rendezvényt. – Karácsony és Mikulás között szoktak az elsősök bemutatkozni, a teaház is jól szokott sikerülni.
A szalagavató ünnepély szinte változatlan az elmúlt két évtizedben. Mindig van nyitótánc, majd a harmadévesek vendégül látják a végzősöket egy kis műsorral és mindenféle finomságokkal. Az utóbbi években történt ugyan kísérlet arra, hogy kivigyék az egészet az iskola falai közül, de a jelek szerint maradnak a hagyományoknál.
A farsangi bálokra ma már kevesen vállalják a beöltözést. Ezeken az iskolai bálokon korábban mindig felléptek iskolai zenekarok, néha kettő is, sőt a tanárok is alakítottak együttest, de az utóbbi években ez visszaszorult.
A hagyományok közé tartozik a ballagás, amely kétnapos, sőt az utolsó héten a végző tanulók mindennap búcsúztatnak valakit a tanárok közül, így szinte állandóan énekszó hallatszik a szünetekben az iskolában. Pénteken búcsúznak az iskolától a végzősök. Ezen a napon minden alsóbbéves feldíszíti a termét, így köszönve el a ballagóktól. A szombati nap a városi ballagásé. Néhány éve a diákok csatlakoztak a Tiszaparti–Varga–Verseghy-hármashoz, és együtt ballagnak, váltott sorrendben.

## Sport, testnevelés
A tornaterem nem túl nagy méretű, ráadásul időnként ütköznek is az órák, így előfordul, hogy a folyosón is van tornaóra. Szerencsére a Tisza-part kitűnően alkalmas a bemelegítő futásokra. Rendszeresen vannak házibajnokságok délutánonként (labdarúgás, póklabda, kosárlabda), a tömeg-sportfoglalkozásokon sokan részt vesznek.
A 80-as években nagyon népszerűek voltak az ODK-túrák Veresné tanárnő vezetésével. 1991-ben a megyében elsőként épült mászófal a tornateremben. A téli sítáborok keretében Szlovákiában és Romániában szoktak megfordulni a tanulók. Az iskolának 9 kenuja és egy motorcsónakja van, így minden nyáron vízitúrázhatnak a Tiszán Tokajtól Szolnokig a testnevelő tanárok, Székely Eszter és Dajka József vezetésével. Ősszel Tiszaligeti Sportnapokra kerül sor, és a tavaszi iskolanap is a sport jegyében szerveződik minden évben.
A versenysportok tekintetében nem specializálódott az iskolánk, igyekeznek minden versenyen elindulni, bár a csapatsportok a legnépszerűbbek. A legnagyobb hagyománya a kosárlabdának van, a 70-80-as években sorozatban nyerték a megyei bajnokságokat, a 90-es években a röplabdában voltak országosan is értékelhető eredményeik, olykor kézilabdában és fociban is. Az utóbbi időszakban igen népszerű a floorball. Az iskola tanulói a legmesszebbre atlétikában jutottak: többször szerepeltek az Országos Diákolimpia döntőjében, 1995-ben pl. a 4×100-as váltó első lett, a távolugró csapat pedig második.

## Megújulás a világbanki képzés jegyében
Az iskolai oktatás utolsó jelentős átalakítása a világbanki képzésbe való bekapcsolódás jegyében történt. Az európai szakképzéshez való igazodás szellemében 1993-tól fokozatosan vezették be a Pálfyban a világbanki modellt. Ezt a jelenként a diákok is tapasztalják, erről tudnak a legtöbbet. A 9–12. évfolyamokon csak szakmai alapozás folyik, érdemi szakképzés csak a 13–14. évfolyamon van. A megyében az 5 iskola egyikeként vágtak bele ebbe a programba, ami a tanáraik szerint azért is jó, mert az újabb változás az összes szakközépiskolát ebbe az irányba fogja átalakítani. Ezekben az években alakult ki az iskola véglegesnek tekinthető képzési jellege, miszerint 4 szakmacsoportban folyik oktatás, a vegyész, az elektronika, a mechatronika és az informatika területén.

## Tanulmányi versenyek
Két részre kell bontani azokat a versenyeket, amelyen el szoktak indulni tanulóink. A szakmai versenyek országos jellegűek, az iskolai forduló után elődöntő, esetleg már a döntő következhet. A 70-80-as években figyelemre méltó eredményeik elsősorban a vegyészet területén, illetve az Irinyi-kémiaversenyen születtek. Szinte menetrendszerűen bejutottak a vegyész tanulók az OSZTV döntőjébe, bizonyítva a tanulók tudását és a tanárok felkészítői eredményességét.
A 80-as évek végétől kezdtek megjelenni a műszerészeti eredmények is, bár ezek egyelőre csak a megyei elektrotechnika verseny 1. helyének kibérelését jelentették. A 90-es évek közepétől a PLC és pneumatika OSZTV-ken taroltak a diákok, s az intézmény többször megkapta az országos döntő rendezésének a jogát is. Az évtized végére már minden szakmacsoportunkban rendszeresen van országos döntősük is, s így megkapták - a szakmai versenyek alapján - az ország legjobban fejlődött szakközépiskolája címet (1999).
Az utóbbi két évtized azonban azt is bizonyította, hogy a Pálfy a közismereti tárgyakban is nagyon erős, így a matematika- és fizikaversenyeken mindig jó helyezésre számíthatnak. 2000-ben a matematika-OKTV döntőjében 3 pálfys diák is volt. Nyertek azonban megyei versenyt oroszból, németből, angolból is. Az irodalom- és történelemversenyeken is várható legalább egy első helyezés, bizonyságául annak, hogy a diákok nem beszűkültek, hanem érdeklődnek más tárgyak iránt is.
A sok név közül igazságtalanság lenne kiemelni bárkit is, Gyurcsek Ferenccel (2000-ben végzett) mégis kivételt teszünk, hiszen ő az iskola legsikeresebb diákja. Legalább 4-5 jogcímen, versenyeredmény alapján lett egyetemi hallgató, s megkapta „A versenyképes tudásért alapítvány” díját mint a megye legsikeresebb középiskolás diákja 2000-ben.

## Továbbtanulás
Hosszú évek óta a legjobb szakközépiskola a Pálfy a megyében a továbbtanulási mutatók tekintetében. Az iskola vezetése kiemelt fontosságúnak tartja, hogy a tőlük kikerülő tanulók többsége folytassa valamilyen szinten a tanulmányait, akár rögtön az érettségi után, avagy a technikusi képesítés birtokában. A vegyészeknél magától értetődő a Veszprémi Egyetem vagy a Könnyűipari Főiskola, esetleg a Szegedi Egyetem Természettudományi Kara. A műszerészeknél a legkedveltebb és megcélzott intézmények a főiskolák közül a győri, a budapesti, s főleg a kecskeméti. A legjobbak a Műszaki Egyetemet választják. Az utóbbi néhány évben egyértelműen favorit a műszaki informatika, ill. műszaki menedzser szak. A Pálfy oktatásának sokoldalúságát jelzi, hogy mindig akadnak humán pályára tévedők, így diákjaik közül néhányan közgazdásszá, jogásszá, szociológussá, művészettörténésszé, tanárrá is váltak.

## Külföldi testvériskolai kapcsolatai
Az iskola először 1974-ben létesített kapcsolatot egy lengyel iskolával, a Tarnowskie Góryban levő Technikum Chemnicznével, főleg a vegyészek együttműködésére alapozva. A kölcsönös látogatások, szakmai tapasztalatcserék aztán néhány év múlva megszakadtak, majd a világbanki képzés beindulásával szinte magától adódott a nyugati országok iskoláival való kapcsolat lehetősége. Először a Technisch Lyceum Eindhoven (Hollandia), majd két német iskola következett, a Kilian-von-Szeiner-Schule Berufliche Schule Laupheim és a Technische Berufliche Schule Bochum. Mindhárom iskolával bonyolítottak le cserekapcsolatokat, kölcsönösen jól érezték magukat a tanulók, gyakorolták az angolt/németet, ismerkedtek egymás országainak nevezetességeivel, kultúrájával. A leggyümölcsözőbb együttműködés a bochumi iskolával alakult ki, három egymást követő évben a Tisza és Ruhr vizének vizsgálata, talajtani vizsgálatok és a sörfőzés technológiájának tanulmányozása terén. S hogy az együttműködés mennyire sikeres volt, mi sem bizonyítja, hogy a tavalyi és idei tanévben egyaránt Berlinbe utazhattak tanulóik a Robert Bosch Stiftung díjkiosztójára.